# 愛德華茲堡
愛德華茲堡(Fort Edwards)位於西維吉尼亞北部的Capon Bridge，距離現今的溫徹斯特 (維吉尼亞州)西20哩，是維吉尼亞早期殖民者和大陸軍團的堡壘，包括美國開國者華盛頓及其維吉尼亞兵團。
18世紀時，一些維吉尼亞州的殖民者開始發展和聚居於漢布夏爾郡(Hampshire County)，其中一人為約瑟夫·愛德華茲(Joseph Edwards)，來自賓州，喬治·華盛頓曾與其一家會面。後來在法國印地安人戰爭中，愛德華茲的土地成為軍事地區，英軍和殖民者把當地新建的堡壘稱為愛德華茲堡，用以保護維吉尼亞的北部，喬治·華盛頓及其維吉尼亞兵團駐守該地。

## 大卡喀旁河之役
1756年4月18日，維吉尼亞兵團的部分士兵遭一百多名法軍和印地安人突擊，17人被殺，威廉斯堡的居民頓時人心惶惶。但出奇地，一直沒有人打算直接攻擊愛德華茲堡，而且在其後的250年裏，這堡壘仍不受妨礙的屹立在(西)維吉尼亞的邊境。

## 現在
現在有當地的組織保護愛德華茲堡，並向學生介紹它的歷史。